# Jaskinia Romanowska Studnia
Jaskinia Romanowska Studnia – nieistniejąca obecnie jaskinia krasowa, która znajdowała się w złożu białego marmuru na wschodnim grzbiecie Rychtarzowej Góry (498 m n.p.m.) w paśmie Krowiarek (Sudety Południowo-Wschodnie) w pobliżu wsi Romanowo, na terenie kamieniołomu, w jego południowo-zachodniej części.

## Historia
Jaskinia została odsłonięta w kamieniołomie „Romanowo” w sierpniu 1974 r., w czasie prowadzenia robót ziemnych mających przygotować fundamenty pod maszyny do przerobu kamienia. 31 sierpnia 1974 r. pierwszych pomiarów i oględzin dokonał Tadeusz Rojek. Jaskinię eksplorował również Marian Pulina. Tego samego roku jaskinię zasypano podczas prac budowlanych bez przeprowadzania szczegółowych badań.

## Opis jaskini
Otwór o owalnym kształcie i rozmiarach 1,2 × 0,6 m prowadził do studzienki, która na głębokości 2 m rozdwajała się.
- Rozgałęzienie zachodnie, opadające pionowo, miało średnicę ok. 0,3 m i zagruzowane dno na głębokości 4,5 m. Z dna prowadził ciasny i niedostępny korytarzyk pod kątem ok. 4º, opadający w kierunku północno-wschodnim.
- Rozgałęzienie wschodnie przechodziło w niski i stromy korytarz, który pod kątem 50º opadał początkowo ku wschodowi. W tej części korytarza na południowej ścianie znajdowała się wnęka o rozmiarach 0,8 m szerokości, 1,2 m długości i wysokości 1,7 m. Po kilku metrach korytarz skręcał na północny wschód i na głębokości 6,5 m przechodził w ciasne przewężenie o średnicy ok. 0,3 m. Za przewężeniem pionowy próg o wysokości 1,5 m i dalej zwężający się korytarz w kierunku północno-zachodnim, którego nie udało się zbadać z powodu ciasnoty.

Spąg korytarzy pokrywał rumosz skalny różnej wielkości, który wykruszył się ze stropu, prawdopodobnie podczas robót budowlanych w kamieniołomie. Niewielkie ilości gliny przemieszanej z materiałem skalnym znajdowały się w rozgałęzieniu wschodnim, w salce przed przewężeniem. Również do tego miejsca dochodziło z powierzchni światło. W jaskini nie stwierdzono wyczuwalnego przepływu powietrza.